# 南部諸民族州
南部諸民族州（なんぶしょみんぞくしゅう、アムハラ語: ደቡብ ብሔሮች ብሔረሰቦችና ሕዝቦች ክልል ラテン文字表記: YeDebub Bihēroch Bihēreseboch na Hizboch (BGN/PCGN 1967年式)、英語: Southern Nations, Nationalities, and People's Region (SNNPR)）は、かつてエチオピア南西部に存在した州。州都はアワッサ。40を超える民族が居住し、州の公用語には国家の共通語であるアムハラ語が指定されていた。
創設時の面積は約10.5万平方キロメートル、人口は約1504万人（2007年国勢調査）を数え、国内ではオロミア州、ソマリ州に次いで3番目の規模を誇った。2020年にシダマ州が、2021年に南西エチオピア諸民族州が相次いで分離し、末期には面積が約6万平方キロメートル、人口は約949万人（2007年国勢調査）まで減少した。なお消滅直近の人口は約1386万人（2023年7月推計）。

## 歴史
1995年8月21日、民族連邦主義を掲げた新憲法によって成立。前身はガム・ゴファ州、イルバボル州、カッファ州、シダモ州（州境は現在と異なるため、必ずしも同じではない）。新憲法では各民族に州を割り当てたが、南部諸民族州は多数の民族をまとめて形成された。そのため各民族は独自の州の創設を要求し各種運動を展開した。連邦政府はこれらの要求を長年にわたり黙殺していたが、アビィ・アハメド政権になると態度を軟化させ各県に対し住民投票の実施を提案し、ほぼすべての県がこれに応じた。
当時州内最大の民族であったシダマ人が多数居住していたシダマ県は最も早い2018年7月に住民投票を要請し、2019年11月に実施し賛成多数となった（シダマ州創設の是非を問う住民投票）。これを受け州議会では州の将来について本格的な議論が始まり、連邦政府と地方の有力者らとの会談を経て4州への分割を決めた。なおウォライタ県選出の議員ら38人は自分たちの要求が反映されていないとして途中で退場した。
- ダモ/オモロ州 - 州南部地域[10]、後の南エチオピア州
- 北中部州 - 北部・中部地域、後の中部エチオピア州
- シダマ州 - シダマ県
- 南西エチオピア諸民族州 - 南西部地域

シダマ県は既に住民投票で創設が決定していたため、2020年6月にシダマ州として分離した。南西エチオピア諸民族州構想は2020年9月29日に構成体となる各県で採決され、同年10月10日に連邦議会が承認した。2021年9月30日の総選挙と同時に行われた南西州創設の是非を問う住民投票の結果は賛成多数となり、11月23日に分離した。
11月29日、南部諸民族州の高官は協議を行い、州北部の5県と1特別郡を中部エチオピア州として再編する計画を発表した。計画には州再編に反対の立場を表明していたグラゲ県が含まれており、県・特別郡政府との協議は行われなかったことから論争が起こった。
2023年2月6日、州南部の6県（コンソ県、南オモ県、ガモ県、ゲデオ県、ゴファ県、ウォライタ県）と5特別郡（ブルジ特別郡、バスケト特別郡、アレ特別郡、アマロ特別郡、ディラシェ特別郡）で南エチオピア州創設の是非を問う住民投票が実施された。2月20日に発表された暫定結果では5県5特別郡で賛成票が多数となったが、ウォライタ県は「重大な運営違反と見做される活動」が行われたとして発表が見送られた。6月19日にウォライタ県で再投票が行われ、結果は賛成が圧倒的多数となった。
8月19日、南エチオピア州と中部エチオピア州が創設された。同日に南部諸民族州知事Ristu Yirdaから中部エチオピア州副知事Endashaw Tassewへ役職の引継ぎが執り行われ、南部諸民族州は消滅した。

## 地理

シダマ州、南西エチオピア諸民族州分離後の領域（2021-2023年）

創設時は北から東はオロミア州、南はケニア、南西は南スーダン、西はガンベラ州と接していた。シダマ州の分離後はゲデオ県が飛地となった。また南西エチオピア諸民族州分離後はガンベラ州と接さなくなった。
- 北～南東：オロミア州
- 東：シダマ州（2020年以降）
- 南：マルサビット・カウンティ（ケニア）
- 南西：トゥルカナ・カウンティ（ケニア）、南スーダン
- 西：ガンベラ州（2021年以降は南西エチオピア諸民族州）

面積の変遷
- 創設時：105,887.18 km2
- シダマ州分離後：99,191.8 km2
- 南西エチオピア諸民族州分離後：60,130.39 km2

## 行政区画
消滅時は以下の県と県と同格の特別郡から成っていた。
- ガモ県（英語版）
- ゲデオ県
- ゴファ県（英語版）
- グラゲ県（英語版）
- ハディヤ県（英語版）
- ケンバタ・テンバロ県（英語版）
- コンソ県（英語版）
- シルテ県（英語版）
- 南オモ県（英語版）（デブブ・オモ県）
- ウォライタ県
- アラバ特別郡（英語版）
- アマロ特別郡（英語版）
- バスケト特別郡（英語版）
- ブルジ特別郡（英語版）
- ディラシェ特別郡
- イェム特別郡（英語版）
- 東グラゲ県（英語版） - 2023年8月7日にグラゲ県から分立[26]

2020年にシダマ州として分離
- シダマ県
- アワッサ行政市

2021年に南西エチオピア諸民族州として分離
- ベンチ・マジ県（英語版）
- ダウロ県（英語版）
- ケッファ県（英語版）
- 西オモ県（イタリア語版）
- シェカ県（英語版）
- コンタ特別郡（英語版）

消滅した県
- 北オモ県（英語版） – 2000年に廃止
- ケフィチョ・シェキチョ県（英語版） – 2007年に廃止
- セゲン地域民族県 - 2018に廃止[27]

## 民族
2007年国勢調査では南部諸民族州には45の民族集団が暮らしており、総人口は14,929,548人であった。当時の民族構成は以下の通り。
- シダマ人（英語版）：19.34%
- ワライタ人（英語版）：10.71%
- ハディア人（英語版）：8.02%
- グラゲ人：7.52%
- ガモ人：6.96%
- カフィチョ人（フランス語版）：5.43%
- シルテ人（英語版）：5.36%
- その他：36.66%

シダマ州、南西エチオピア諸民族州離脱後の民族構成は以下の通り。
- ワライタ人（英語版）：16%
- ハディア人（英語版）：12%
- グラゲ人：12%
- ガモ人：11%
- シルテ人（英語版）：8%
- ゲデオ人（英語版）：8%

### 宗教
2007年国勢調査時点の統計。
- プロテスタント：55.5%
- エチオピア正教：19.9%
- イスラム教：14.1%
- 伝統宗教：6.6%
- カトリック：3%
- その他：0.9%

### 人口
創設当時の領域の人口
- 1994年10月11日：1037万7028人
- 2007年5月28日：1492万9548人
- 2015年7月1日推計：1827万6000人[29]
- 2020年7月推計：2055万997人
- 2021年7月推計（シダマ州分離後）：1649万9261人
- 2023年7月推計（南西エチオピア諸民族州分離後）：1386万6502人

## 観光

### 世界遺産
文化遺産が3件登録されている。
- オモ川下流域
- ティヤの遺跡群
- コンソの文化的景観

### 国立公園
- 連邦政府管轄
  - オロモ国立公園
  - Nechisar National Park

- 州政府管轄
  - マゴ国立公園
  - チェベラ・チューシュラ国立公園（英語版）
  - マゼ国立公園（英語版）